# Династія Хілджі

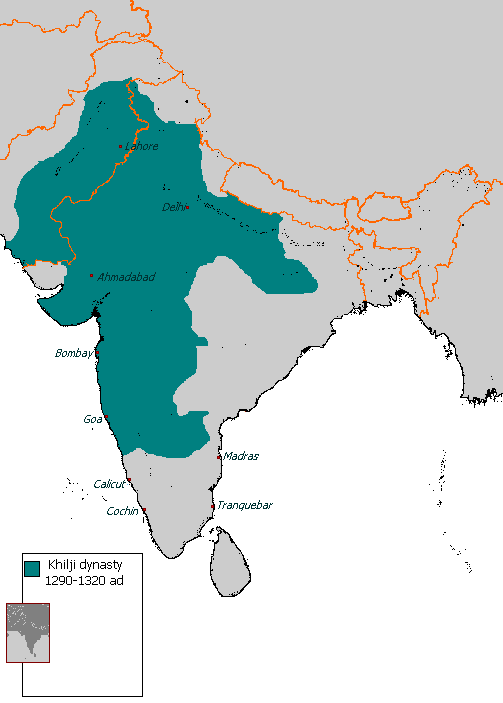
Приблизні кордони Делійського султанату під час правління династії Хілджі

Династія Хілджі (перс. سلطنت خلجی, Sulṭanat-e Khaljī) — мусульманська династія народу халадж тюркського походження, що правила Делійським султанатом з 1290 по 1320 роки, друга з династій, що правили султанатом.

## Султани
- Джалал-уд-дін Фіруз Хілджі (1290—1296)
- Алауддін Хілджі (1296—1316)
- Шахаб-уд-дін Умар (1316)
- Кутб-уд-дін Мубарак (1316—1320)